# Martin Thren

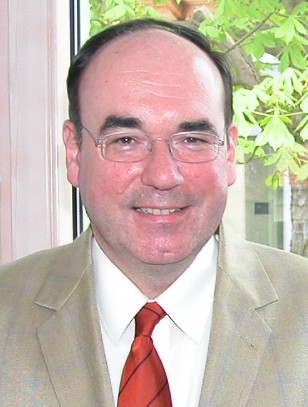
Martin Thren (2006)

Martin Thren (* 1953 in Konstanz) ist ein deutscher Forstwissenschaftler. Von 2005 bis 2011 war er Präsident der HAWK Fachhochschule Hildesheim/Holzminden/Göttingen.

## Leben
Nach dem Abitur in Überlingen (1973) studierte Thren von 1974 bis 1979 Forstwissenschaft an der Universität Freiburg. Nach dem Diplom (1979) absolvierte er von 1979 bis 1981 sein Referendariat in der Landesforstverwaltung Baden-Württemberg, an deren Betriebsforschungsinstitut er anschließend bis 1984 als Wissenschaftlicher Mitarbeiter in der Abteilung Waldwachstum arbeitete. Nach der Umwandlung der Abteilung in das Institut für Waldwachstum arbeitete Thren weitere drei Jahre dort als Wissenschaftlicher Mitarbeiter, ehe er nach seiner Promotion 1987 an die HAWK Göttingen berufen wurde. Seine Lehrfächer waren Waldmesslehre, EDV, Waldwachstum, Waldbau und Forstpflanzenzüchtung.
Von 1990 bis 1993 war Thren für eine Tätigkeit als Integrierter Experte Ansprechpartner und Professor an der Universidad Nacional de Santiago del Estero in Argentinien beurlaubt. Für eine ähnliche Tätigkeit in Esquel wurde er abermals von 1997 bis 2000 beurlaubt. Nach seiner Rückkehr war er von 2003 bis 2004 Dekan der Fakultät Ressourcenmanagement der HAWK in Göttingen. 2005 wurde er zum Präsidenten der HAWK gewählt. Zum 31. Dezember 2010 endete seine Amtszeit als Präsident. Ihm folgte in dieser Christiane Dienel.